# موسیقی که باهاش پسرها را تماشا می‌کنم
«موسیقی که باهاش پسرها را تماشا می‌کنم» (انگلیسی: Music to Watch Boys To) ترانه‌ای از خواننده-ترانه‌نویس آمریکایی لانا دل ری برای پنجمین آلبوم استودیویی‌اش ماه عسل (۲۰۱۵) است. این ترانه را دل ری و ریک نوولز نوشته‌اند و این دو با کیرون منزیس ترانه را تهیه‌کنندگی کرده‌اند. این ترانه در ۱۱ سپتامبر ۲۰۱۵ به عنوان دومین تک‌آهنگ ماه عسل به صورت دانلود دیجیتالی منتشر شد.